# Good Morning Call
Good Morning Call (グッドモーニング・コール guddomōningu kōru), es una serie de televisión japonesa romántica de comedia-drama coproducida por Fuji TV y Netflix y protagonizada por Haruka Fukuhara y Shunya Shiraishi.  La serie es una adaptación del manga homónimo (un manga de la categoría Shōjo) de Yue Takasuka, que fue publicado originalmente entre septiembre de 1997 y abril de 2002 en la revista Ribon de la editorial Shūeisha. El manga original también fue adaptado como un OVA en 2001. En junio de 2006, un manga que era secuela del original, titulado "Good Morning Kiss" (グッドモーニング・キス guddomōningu kisu) fue publicado en Cookie. A partir de septiembre de 2011, se han lanzado ocho volúmenes.
La primera temporada de la serie de televisión fue emitida en el año 2016 y la segunda temporada en el 2017. De acuerdo a las redes sociales del programa se está discutiendo la producción de una tercera temporada.   

## Argumento
Nao Yoshikawa (Haruka Fukuhara) es una adolescente que está a punto de iniciar su última etapa de educación secundaria en una escuela de la ciudad de Tokio. Pero los padres de Nao se han ido a vivir al campo, a la granja de la familia, y para que Nao pueda seguir viviendo en la ciudad y estudiando en su escuela, sus padres aceptan pagarle el alquiler de un apartamento para que ella viva sola.
En el primer día de clase de su nuevo curso Nao observa el alboroto causado en la escuela por las numerosas admiradoras de Hisashi Uehara (Shunya Shiraishi), un chico tan atractivo y carismático que es incluido en la lista (elaborada por las chicas populares) de los tres chicos más guapos de la escuela, a pesar de ser un joven de personalidad huraña, “asocial” y francamente antipático.
Posteriormente Nao, con la ayuda de sus amigos, practica la mudanza a su amplio apartamento, ubicado en un edificio bastante moderno y elegante, en un barrio hermoso y céntrico, frente a la sorpresa de sus amigos por lo sorprendentemente baja que es la renta del alquiler.
Pero al quedarse sola, Nao sufre una gran sorpresa cuando al apartamento entra Uehara, el chico apuesto pero antipático de su escuela. Nao y Uehara descubren que a ambos les han alquilado el mismo apartamento, por el mismo precio, con contratos diferentes. Y al buscar una explicación en la agencia inmobiliaria encuentran que ha sido cerrada y ya no existe, y que por tanto han sido víctimas de una estafa. 
Al hablar con la propietaria del apartamento ella dice que puede mantener el arrendamiento pero la renta sería el doble de lo que cada uno podía pagar por separado. Ambos se encuentran en una situación difícil, porque Nao no quiere ir a vivir a la granja con sus padres y renunciar a graduarse en su escuela, y Uehara ha conseguido un empleo que apenas le alcanza para pagar el arrendamiento que iba a pagar inicialmente, y él no desea volver a la casa de su familia de la que se marchó por razones que se descubrirían más adelante. Finalmente ambos acceden a compartir el apartamento y vivir juntos como compañeros de piso, a pesar de la renuencia inicial de Uehara. Pero Uehara y Nao acuerdan mantener en secreto el hecho de vivir juntos (con especial insistencia por parte de Uehara) para evitar ser expulsados de la escuela sí se descubre.
La convivencia entre Nao y Uehara transcurrirá en medio de situaciones disparatadas, con frecuencia divertidas, a veces dramáticas, mientras ambos se enamoran el uno del otro rápidamente y se convierten en novios. La pareja tendrá que superar varios obstáculos, como situaciones equívocas, las dudas e inseguridades de ambos, y la existencia de algunos chicos enamorados de Nao que por lo tanto serán rivales de Uehara, y también algunas chicas aparentemente interesadas en Uehara y que despertarán en Nao el miedo a perderlo.
Al final de la temporada, al momento de graduarse y prepararse para ir a la universidad, la pareja deberá enfrentar un nuevo desafío cuando se ven obligados a abandonar el apartamento donde han convivido y por iniciativa de Uehara se mudaran a apartamentos diferentes. Pero para su sorpresa, ambos apartamentos serán vecinos, puerta con puerta.

### Good Morning Call Our Campus Days (segunda temporada).
Good Morning Call Our Campus Days es el nombre de la segunda temporada de la serie.
Nao y Uehara (y sus amigos de la secundaria) han comenzado sus estudios en la universidad. Ambos estudian en universidades diferentes, pero los campus de las dos universidades están uno en frente del otro, por lo que prácticamente es como sí fuera el mismo campus y pueden sentirse un poco como sí continuaran estudiando en la misma institución (en la escuela secundaria habían estudiado en clases diferentes). Además, al vivir en dos pequeños apartamentos que están uno al lado del otro, y pasar la mayor parte de su tiempo libre (el que les deja sus estudios y sus respectivos empleos) juntos en alguno de los dos apartamentos, es como sí continuaran viviendo en el mismo apartamento.
Pero de nuevo la pareja tendrá que sufrir importantes obstáculos en su relación al adaptarse a su nueva vida universitaria. De nuevo el importante atractivo físico y el carisma que despierta su personalidad enigmática, hacen que Uehara cause furor en sus compañeras de universidad y pronto es proclamado el chico más guapo y deseado de la universidad. Y eso causa de nuevo celos e inseguridad en Nao.
Las situaciones equívocas y los disparatados enredos se repiten. Pero surgirán dos importantes peligros para la relación de Uehara y Nao, en la persona de Kumanomido Saeko (Maryjun Takahashi), la jefa de Uehara en su trabajo como asistente en el laboratorio universitario, y en Natsume Shu (Yôsuke Sugino) un estudiante de la universidad de Uehara que se terminará convirtiendo en su mejor amigo pero que también se enamorara perdidamente de Nao y al final será el mayor rival de Uehara por el amor de la chica.
La presencia de Saeko y especialmente de Natsume hará tambalear la relación de Nao y Uehara, golpeada también por las inseguridades de ambos y sus temores de que los cambios inevitables en su nueva vida haga que sus sentimientos se debiliten y desaparezcan. El final de la temporada se torna muy dramático y hasta el último minuto se mantiene la expectativa sobre sí la pareja conseguirá vencer los obstáculos y amenazas y salvar su amor.

## Reparto
- Haruka Fukuhara como Nao Yoshikawa, una chica alegre, dulce y un poco infantil que al inicio de la serie afronta el último curso de sus estudios secundarios. Los padres de Nao han decidido irse a vivir a la granja de la familia pero ella los convence de que le paguen el arrendamiento de un apartamento en la ciudad donde ella pueda vivir sola y así terminar sus estudios en la escuela donde están sus grandes amigos (además de que no le hace ilusión vivir en una granja en el campo). Pero la sorpresa de Nao es grande al descubrir que ha sido víctima de una estafa inmobiliaria y su apartamento ha sido alquilado también a Hisashi Uehara, uno de los tres chicos más guapos y deseados de la escuela secundaria. Nao tendrá que despertar la compasión de Uehara y apelar a los propios problemas del chico para convencerlo de que acepte el acuerdo de vivir juntos como compañeros de piso. La convivencia será difícil, especialmente al principio, porque Uehara es aparentemente antipático, con una personalidad huraña, y trata a Nao con fría y distante cortesía (en el mejor de los casos). Pero pronto Nao descubre la otra cara de Uehara, su lado más humano y noble, y conociendo su pasado entiende las razones de su manera de ser. Nao termina enamorándose de Uehara y se sorprenderá al descubrir que su amor es correspondido y convertirse en su novia. Pero Nao tiene baja autoestima, porque aunque es una chica bonita, las chicas más hermosas y populares suelen menospreciarla, y ella no se considera a sí misma hermosa, sexy y sofisticada, y siente inseguridad sobre los sentimientos de Uehara, particularmente siendo él un chico tan deseado por las jóvenes más bellas de su edad. Nao es una chica noble y generosa, pero también poco sensata y despreocupada, y bastante torpe, lo que la hace tropezarse con cierta frecuencia. Ella es una gran cocinera y también tiene gran habilidad para manualidades (como tejer y coser y decorar) pero es una estudiante más bien mala o mediocre, lo que también la hace sentirse un poco acomplejada frente a Uehara que es un excelente estudiante. Su amor por Uehara le causará a Nao mucha felicidad pero también mucho dolor.
- Shunya Shiraishi como Hisashi Uehara es un chico muy serio, responsable, inteligente y aparentemente maduro para su edad, pero también es huraño, distante y da la impresión de ser antipático. Debido a su atractivo físico y su imagen enigmática, Uehara ha sido considerado durante tres años seguidos uno de los tres chicos más sexys o guapos de la escuela por todas las chicas, y tiene legiones de fanes que se comportan como sí él fuera una estrella de cine o un cantante famoso, pero él las ignora a todas y no muestra interés por las chicas, rechazando de manera brusca y casi grosera sus declaraciones de amor. En gran parte la personalidad de Uehara ha sido determinada por el hecho de la muerte de sus padres cuando aún era un niño. Pero todo cambia cuando se ve obligado a vivir con Nao. Al principio él la ve como una molestia, pero la personalidad alegre y dulce de la chica, sus afectuosas atenciones y la sinceridad evidente de los sentimientos de Nao por él, lo terminarán conquistando y Uehara se enamorara de ella. Pero antes Uehara tendrá que superar el recuerdo de la primera mujer de la que estuvo enamorado, su propia cuñada Yuri, a la que amó sin ser correspondido durante 8 años. Aunque Uehara ama profundamente a Nao, su torpeza emocional y su falta de experiencia hacen que a menudo no sepa como lidiar con los sentimientos de Nao, y tampoco con sus propias dudas e inseguridades. Uehara también es muy celoso (aunque intente no expresarlo) y la existencia de otros chicos enamorados de Nao lo sacan de quicio. Él también deberá enfrentar la tentación de otras mujeres hermosas y afines con su personalidad que se interesan por él. Al final de la segunda temporada Uehara deberá enfrentar un trance muy doloroso cuando su relación con Nao esté en serio peligro. Las principales aficiones de Uehara son los videojuegos, la informática y comer, pues le encanta comer en cantidades excesivas (aunque no engorda) y como a Nao le encanta cocinar, ella siempre le prepara grandes banquetes.
- Moe Arai como Marina Konno, la mejor amiga de Nao en la escuela secundaria, una chica de carácter alegre, optimista y muy comprensiva y leal con sus amigos. Al principio de la historia ella también es una fan de Uehara y desearía tener algo con él, pero cuando descubre que él y Nao viven juntos, y que Nao está enamorada de Uehara, ayuda a su amiga a conquistarlo. Marina es la gran confidente y el paño de lágrimas de Nao a lo largo de la primera temporada, pero en la segunda temporada su participación será menos importante. Marina tendrá su propia historia de amor con Mi-chan, un amigo en común de ella y de Nao con el que empieza a salir hasta que terminan siendo novios.
- Shugo Nagashima como Yuichi Mitsuishi, también conocido como Mi-chan. Él es un gran amigo de Nao en la secundaria y junto a ella y Marina forman un trío o "pandilla" inseparable. Mi-chan es hijo de un doctor, y al comienzo de la historia él lleva bastante tiempo enamorado de Marina, pero ella no se ha dado cuenta de sus sentimientos. Pero a lo largo de la primera temporada ambos comienzan a salir y terminan convirtiéndose en novios. Mi-chan y Marina están muy enamorados, pero al terminar la secundaria Marina fue a estudiar a la misma universidad que Uehara mientras Mi-chan fue a una universidad ubicada muy lejos. La distancia y los miedos e inseguridades ponen en riesgo su relación en la segunda temporada. En la historia Mi-chan estrechará lazos de amistad con Uehara con el tiempo.
- Erika Mori como Yuri Uehara, la cuñada de Uehara. Yuki es varios años mayor que Uehara y su familia era muy amiga de la familia de Uehara, además de ser vecinos, por lo que Yuri vivió su infancia y adolescencia junto con Uehara y el hermano mayor de él. Yuri consoló a los hermanos cuando sus padres murieron (siendo Uehara aún un niño). Desde su infancia Uehara estuvo enamorado de Yuri, pero nunca le declaró sus sentimientos (aunque ella los conocía) pero Yuri se enamoró del hermano mayor de Uehara y terminó casándose con él. Durante un tiempo Uehara convivió con su hermano y con Yuri en la antigua casa de la familia Uehara, pero (en propias palabras) no soportaba vivir viendo todos los días a la mujer que amaba casada con otro hombre. Esa es la razón principal por la que Uehara buscó un empleo para pagar el arrendamiento de un apartamento e irse a vivir solo. Yuri es una profesional exitosa, pues trabaja como editora en una publicación de moda, y es una mujer muy bella y elegante, adicta a las compras. Pero también es una mujer muy alegre y un poco alocada, quizás incluso un poco inmadura. Al conocer a Nao se convierte en su amiga y decide servir de celestina para ayudarla a enamorar a Uehara. Cuando bebe alcohol Yuri tiene la afición incontrolable de intentar besar a toda persona que tenga cerca.
- Koya Nagasawa como Jun Abe. Compañero de clases de Nao en la escuela secundaria, en la escuela lo llaman el "Rey de las Confesiones" porque suele declararle o confesarle su amor a todas las chicas de la escuela, intentando desesperadamente que alguna acepte su confesión y se convierta en su novia, pero todas lo rechazan ya que lo consideran un fastidio (a pesar de no ser precisamente un chico feo). Nao es una de las chicas a la que le confiesa su amor, pero naturalmente ella lo rechaza, aunque de manera amable. Posteriormente Abe se convierte en amigo de Nao y sobre todo de Uehara, a quien termina acercándose a pesar de la aparente antipatía o indiferencia de Uehara, y finalmente Abe se autoproclama el mejor amigo de Uehara, aunque él lo niegue. Al terminar la secundaria Abe termina estudiando en la misma universidad que Nao y continúa siendo parte del grupo de amigos de Uehara y Nao. Él es un buen chico, fiel a Uehara y Nao, un poco alocado y divertido, pero muy intenso e impaciente cuando se trata de las chicas por lo que se hace pesado para ellas.
- Dori Sakurada como Daichi Shinozaki, amigo de la infancia de Nao. Las familias de Nao y Daichi eran muy amigas y por eso cuando eran niños crecieron prácticamente juntos, y Nao veía a Daichi casi como un hermano mayor (él es un poco mayor que ella). En la escuela secundaria Daichi es considerado parte del mismo grupo de los tres chicos más guapos y deseados de la escuela en el que se incluye a Uehara (Daichi es el mayor de los tres en edad). Además de ser considerado guapo por las chicas, Daichi es muy inteligente, buen estudiante, muy agradable o encantador, maduro, noble y generoso. Daichi es un deportista excelente y por eso destaca en varios clubes deportivos de la escuela. Daichi está enamorado en secreto de Nao, pero no se ha atrevido a confesarle sus sentimientos, y cuando descubre que ella vive con Uehara se despiertan sus celos. Él es muy protector con Nao y no soporta que Uehara la haga sufrir, y se enfrenta a menudo con él. Durante gran parte de la primera temporada Daichi es el gran rival de Uehara por el amor de Nao, especialmente después de confesarle su amor a Nao. Pero finalmente Daichi aceptará su derrota ante Uehara antes de terminar la secundaria (él, por su edad, se graduará antes que Nao y Uehara). En la universidad Daichi volverá a estudiar cerca de Nao y Uehara, pero mantendrá una relación solamente de amistad con la chica, aunque en principio sus sentimientos no hayan desaparecido del todo.
- Kei Tanaka como Takuya Uehara, el hermano mayor de Uehara. A diferencia de su hermano menor, Takuya es un hombre tranquilo y amable, bastante agradable y risueño, que tolera con paciencia el trato seco y distante hacia él de su hermano y los arrebatos ocasionales de mal carácter de su esposa. En ausencia de sus difuntos padres, Takuya siente que debe cuidar de su hermano de manera paternal, aunque la autosuficiencia y el orgullo de Uehara se lo dificulten, y está dispuesto a sacrificar cualquier cosa por él, excepto su amor por su mujer Yuri. Takuya es un profesional exitoso que trabaja en una empresa constructora.
- Kentaro Matsuo como Issei Sata, el hijo del dueño de un restaurante especializado en ramen en el que Nao terminó trabajando de camarera en la primera temporada como consecuencia de un disparatado incidente. Issei (unos cuantos años mayor que Nao y Uehara) tiene fama de mujeriego, y de no tener dificultad para conquistar a las chicas, pero al mismo tiempo es un chico amable, sereno, maduro, serio y responsable. Inicialmente Issei ve en Nao a una amiga y se comporta con ella como un hermano. Pero al final de la primera temporada se termina enamorando de Nao y se convierte de alguna manera en otro rival para Uehara. Pero no tendrá muchas esperanzas al ver que Nao sigue amando a Uehara.